# Баталова, Светлана Николаевна
Светлана Николаевна Баталова (21 июня 1923, Москва — 9 апреля 2011, там же) — советская актриса театра.

## Биография
Родилась в Москве 21 июня 1923 года, была единственной дочерью известных в 1930—1940-е годы актёров Николая Баталова и Ольги Андровской.
Выпускница школы-студии МХАТ 1947 года. На сцене МХАТа играла с 1948 по 1987 год. В 1987—1989 годах работала в МХАТ им. Горького. Затем находилась на пенсии.
Скончалась на 88-м году жизни в Москве 9 апреля 2011 года. Похоронена на Новодевичьем кладбище (2 участок, 15 ряд) рядом с родителями и мужем — актёром Петром Черновым. Светлана Баталова была двоюродной сестрой актёра Алексея Баталова.